# حبول لعدان (يهر)

تعديل مصدري - تعديل

حبول لعدان هي إحدى قرى عزلة يهر بمديرية يهر التابعة لمحافظة لحج، بلغ تعداد سكانها 58 نسمة حسب تعداد اليمن لعام 2004.